# Трешњевица (Коњиц)
Трешњевица је насељено место у Босни и Херцеговини у општини Коњиц у Херцеговачко-неретванском кантону које административно припада Федерацији Босне и Херцеговине. Према попису становништва из 1991. у насељу је живело 105 становника.

## Географија
Према попису становништва из 1991. у насељу је живело 105 становника. Сви становници су били Хрвати. Сви становници су били Хрвати.